# دوزيا (مقاطعة دليجان)
دوزيا (بالفارسية: دوزیا) هي قرية تقع في مركزي في إيران. يقدر عدد سكانها بـ 9 نسمة بحسب إحصاء 2016.